# Castellum

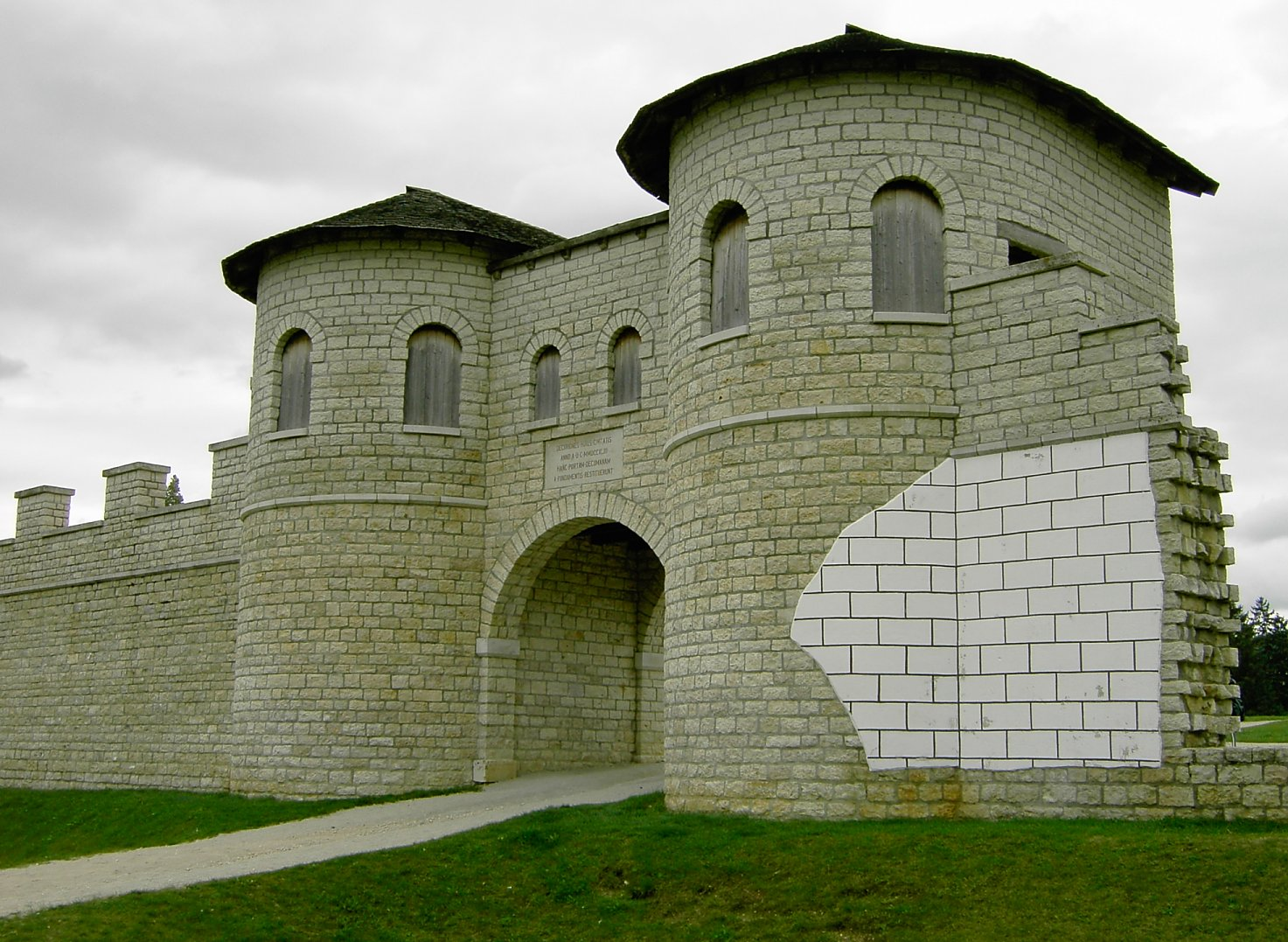
Reconstrucción de la torre norte del castellum "Biriciana" in Weißenburg, Baviera.

Un castellum es un elemento arquitectónico romano que servía para designar dos tipos de construcciones. En latín la palabra castellum es un diminutivo de castrum (campamento militar). De la palabra castellum deriva la palabra castellana castillo.
- Por un lado puede referirse a un pequeño fuerte[2] o fortín romano usado como torre vigía, dentro del sistema de fortificación de los limes.

- El castellum divisorium era una construcción que recibía el agua del acueducto y la repartía entre los diferentes conductos de la distribución.